# フリードリヒ・アウグスト・ルートヴィヒ・フォン・デア・マルヴィッツ
フリードリヒ・アウグスト・ルートヴィヒ・フォン・デア・マルヴィッツ（Friedrich August Ludwig von der Marwitz、1777年5月29日、ベルリン-1837年12月6日、フリーダースドルフ (de:Friedersdorf) 、クライス・キュストリン (Kostrzyn nad Odrą) ）はプロイセン王国の騎兵中将にして政治家である。

## 出自と生涯
マルヴィッツはノイマルク (Neumark) の古貴族(Uradel)、マルヴィッツ家 (de:Marwitz) の出身である。同家は1259年の文献に初出し、ランツベルク・アン・デア・ヴァルテ近郊、マルヴィッツ村（現在のポーランド領マルヴィツェ）に出自を持つ。数世紀にわたり、一門の男子の多くが職業軍人の道へ進んだ。

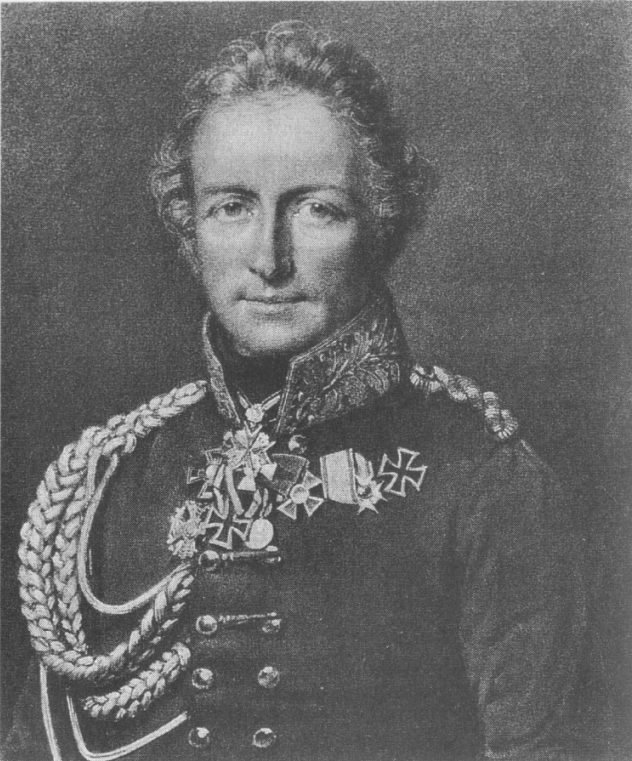
フリードリヒ・ルートヴィヒ・アウグスト・フォン・デア・マルヴィッツ

その中から数百名がプロイセン軍 (Prussian Army) の士官となり、うち十四名が将官に達した。フリードリヒ・アウグスト・ルートヴィヒには、彼と並んで著名な叔父が二人いる。それはグスタフ・ルートヴィヒ (de:Gustav Ludwig von der Marwitz) と、フリードリヒ大王から占拠したフベルトゥスブルク (Hubertusburg) の狩猟館で略奪を働くよう命じられ、拒んで不興を買ったヨハン・フリードリヒ・アドルフ (de:Johann Friedrich Adolf von der Marwitz) である。
またプロイセン第61歩兵連隊は、1918年までこの家門の名を冠していた。
フリードリヒ・アウグスト・ルートヴィヒは、後にプロイセン国王の侍従長 (Hofmarschall) となる侍従(Kammerherr)、ベーレント・フリードリヒ・アウグスト・フォン・デア・マルヴィッツ (de:Behrendt Friedrich August von der Marwitz) （1740年-1793年）とその妻、ズザンネ・ゾフィー・マリー・ルイーゼ（1756年-1808年）が儲けた五人の子の一人として生まれた。ベルリン市内、ヴィルヘルム通り (Wilhelmstraße) にある一族の邸宅に生まれると、フリードリヒ・アウグストは1790年、即ち十三歳の時にプロイセンの、ジャンダルム胸甲騎兵連隊に入隊した。
早くも翌年には准尉 (de:Kornett) に昇進し、1802年に中尉として除隊している。しかし、続いて1805年と1806年に彼はホーエンローエ侯フリードリヒ・ルートヴィヒの副官として同連隊に復帰した。この立場から、彼はナポレオン戦争で重要な役割を果たす。その一例は1806年、イエナ・アウエルシュタットの戦いの時であった。プレンツラウ (Prenzlau) の要塞が降伏した後、彼はホーエンローエ侯とともにフランス軍に拘束された。しかしフリードリヒ・アウグストはデンマークからスウェーデンを経由し、東プロイセンのメーメルまで逃亡に成功する。
そこで彼は当初、同じくその地へ逃れた国王フリードリヒ・ヴィルヘルム3世から義勇部隊を編成する許可を得ようと、無駄に努力を重ねる。
1807年、マルヴィッツは念願の許可を賜ると、ナポレオンに対する戦いに参加する義勇部隊を創設した。それは歩兵三百名と騎兵五百名より構成されており、当時としては比較的に大規模であった。同部隊とともにリューゲン島へ渡ると、彼はフランス軍およびザクセン軍に対するプロイセン軍、イギリス軍そしてスウェーデン軍によるブランデンブルク辺境伯領への進攻に加わる計画を立てた。しかしティルズィットの和約が結ばれると、彼は義勇部隊を解散させなくてはならなかった。プロイセン王国は講和の条件によって、著しく領土を縮小したからである。
マルヴィッツは私人として荒廃したフリーダースドルフに戻ると、そこで暮らし始めた。
ナポレオンに対する敗北に直面し、プロイセン王国は続く数年間、広範な行政・教育および軍制改革 (de:Preußische Heeresreform) を通じて国内の安定性を向上させ、変遷した近代的な戦争に対応しようと試みる。その主導者は、特に広い範囲で政治的に左右されない立場にあった帝国騎士 (de:Reichsritter) 爵、シュタインであり、それより一歩後退した形で後のハルデンベルク侯、カール・アウグストが継承した。彼らの政策、特に農民の世襲的臣従関係の解消は、辺境伯領の貴族の激しい抵抗に遭う。マルヴィッツはレーブスの領主層による州議会の議長 (de:Landmarschall) として、反対勢力の指導者の一人であった。
1811年、ハルデンベルクは彼をフィンク・フォン・フィンケンシュタイン伯フリードリヒ (de:Friedrich Ludwig Karl Finck von Finckenstein) ともども反逆者として逮捕し、シュパンダウ要塞 (Zitadelle Spandau) に収監したが、その五週間後には当時、王太子であったフリードリヒ・ヴィルヘルム4世が介入し、彼を他の者とともに釈放した。
1813年、マルヴィッツは再びプロイセン軍に復帰するとラントヴェーアの養成に携わった。その旅団の一つを、彼は同年6月7日のヴィッテンベルクの戦いにおいて指揮し、成功を収める。そしてマクデブルクの戦いの後、第1級鉄十字章を授かった。1815年に大佐に昇進し、騎兵旅団の指揮を託されるとナポレオンの百日天下の間その軍勢を相手に、第8ウーラン連隊を率いてリニー (Battle of Ligny) やナミュールで戦い、柏葉付きプール・ル・メリット勲章を受章している。そしてナポレオン戦争が終わると、彼は第5騎兵旅団の司令官となった。
1817年には少将に昇進し、十年間在職する。1827年、彼は大いに敬意を払われつつ中将として退役した。
その後、1837年に没するまでマルヴィッツはフリーダースドルフの所領を経営する。同時にブランデンブルクの州議会 (de:Provinziallandtag (Preußen)) 議長として、政治活動に従事した。後にフリードリヒ・ヴィルヘルム4世として即位した王太子は、高齢に達していた彼に気遣いを示し、表彰している。
マルヴィッツは、生きたまま埋葬されることを恐れていたので、自身の葬儀について非常に明確な指示を残した。遺骸は「風通しの良い部屋」に、「はっきりと腐敗の痕跡が現れるまで」横たえておき、それから埋葬するものとした。また全ての将官任命状および勲章とともに埋葬されることを望み、葬儀の間は自分のサーベルをクッションの上に置き、棺の横に据えるものとした。また埋葬の儀式や葬列についても綿密な決まりを設け、参加者もそれに従った。彼の先祖は、フリーダースドルフの教会にある一族の廟に埋葬されており、マルヴィッツ自身は二人の妻、兄弟や息子たちとともに、彼が墓地の壁際に造らせた家族の墓地に眠っている。最も古い墓石は最初の妻のもので、彼が墓碑銘を書いた。それは次の通りである。
「ここに我が幸せが眠る。ブリュール伯女カロリーネ・フランツィスカは1783年3月23日に生まれ、1803年5月12日にフリードリヒ・アウグスト・ルートヴィヒ・フォン・デア・マルヴィッツとフリーダースドルフで結ばれた。彼は健康なまま、1804年3月14日、妻に別れを告げた。幸せな出産から十四日後、夫は戻って妻の亡骸を見たのだ！彼女は自身を知る者すべてとって、喜びであった。」

## 政治的な姿勢
政治家としてのマルヴィッツは、古プロイセン貴族を代表する立場にあった。彼はこれらの貴族の多くと同様に、シュタイン・ハルデンベルク改革 (Prussian reforms) の激しい反対者で、ルートヴィヒ・ヨルク・フォン・ヴァルテンブルク (Ludwig Yorck von Wartenburg) のように貴族の特権と、その貴族に支えられた国家、プロイセンの危機を見出していたのである。彼の見解によれば、この王国は貴族が支配し続けるべきであった。
1811年、マルヴィッツはレーブスの建白書を起草した。そこで彼は、ラント・レーブス (Lubusz Land) の領主層から国王へ、「我々の古い、名誉あるブランデンブルク＝プロイセンが流行かぶれのユダヤ的国家になるべきか」質問させている。マルヴィッツがこれらの改革を「流行かぶれのユダヤ的国家」と見なしたのは、それが農民を領主との世襲的臣従関係から解き放ち、貴族の荘園を市民も購入できるようにしたためである。それに対し、彼は自身の法的な立場のために政治宣伝を行い、貴族的な大土地所有は同時に支配者たるホーエンツォレルン家にとり、譲ることのできない権力基盤であると述べた。マルヴィッツの意見によれば、これらの改革はフリードリヒ・ヴィルヘルム3世が即位した時に、貴族層がかつてプロイセン国王と交わし、王に彼らの権利を委ねた不文律的な契約関係を破るものであった。
しかしプロイセンの改革はフリードリヒ2世の頃から計画されてきたものであり、シュタインとハルデンベルクによって部分的に実践に移された。マルヴィッツはこれによって、貴族より遥かに多くの資本を持っていた上昇志向の市民層が、所有地の買い占めによって貴族を先祖伝来の土地から追い出してしまうのではないかと危惧した。つまり、彼は土地所有にプロイセン貴族の権力基盤を見ていたのである。自身の反ユダヤ的な表現は、ハルデンベルクの協力者や助言者の中に居たユダヤ教徒への当て付けであった。これをもってマルヴィッツは、自由化と民主化に向けた一歩の全てをユダヤ人の影響のせいとする、当時広まっていた見方を支持していた。
彼は貴族層が、プロイセンの古い伝統に従って従来通りに軍全体の士官職を占め、国の社会構造の中で優位を保ちつづけなくてはいけないと確信していた。これは多くの貴族の関心に沿うものであった。プロイセンにおいては、土壌が痩せて収穫に乏しかったので、相続時の所領の分与が不経済だったのである。それゆえ貴族の一家では、兄弟のうち若年の者が出世するには士官の道へ進むしかなかった。
マルヴィッツは高齢に達しても、これらの見解を堅持していた。晩年に至ってなお、シュタイン・ハルデンベルク改革がもたらした結果と戦ったのである。それゆえ、テオドール・フォンターネは彼についてこう書いている。
「マルヴィッツ家はこの国に多くの勇敢な軍人と、硬い気骨のある人物を与えてきたが、その登場が我々の国内生活の転機となったフリードリヒ・ルートヴィヒ・アウグスト・フォン・デア・マルヴィッツほど、勇敢で確固たる者は居ない。マルヴィッツの時代になるまで、プロイセンに政治的な論争は存在しなかったのだ。」
マルヴィッツの同時代人、フリードリヒ・エアハルト・フォン・レーダー (de:Friedrich Erhard von Röder) は1807年、その回想録にこう記す。
「彼は非凡な人物、そして軍人であり、肉体的にも精神的にも力強く、騎士道的で理性と洞察力に富み、才気に満ち、元気で深い知識を備えていた。真のキリスト教徒であった。」
著名なジャーナリストで、ドイツ帝国初期の主導的な反ユダヤ主義者の一人であったハインリヒ・フォン・トライチュケは1880年、マルヴィッツの性格を以下のように描写した。
「ブランデンブルクのユンカーの典型にして最も勇敢な士官の一人であり、軍でも最高の騎手で、無遠慮、無愛想そして頑固であった。（中略）燃えるような愛国心に満ちるも、厳しい偏見に満たされ、貴族としての誇りの中で非常に愚直に振舞い、敵対者の道義的な意見をほとんど信じることができなかった。」
上述の偏見と貴族としての誇りは要するに、とうに社会の現実にそぐわなくなっていたにもかかわらず、マルヴィッツが保ち続けた古い「道義的な」立場であった。彼が愛した祖国は貴族の支配するプロイセンであって、1848年以前に民主化運動に勤しんだ民主的なドイツではない。貴族と民衆の双方が並び立ち、ナポレオンと戦ったにもかかわらずである。
そのため歴史家のゴードン・クレイグはマルヴィッツを、市民的な自由主義に対する領邦的封建主義の代表者と見なし、彼の功績をこう評している。
「シュタインは敗北（彼が部分的にしか実現できなかった希望を、そう呼ぶとするならのことではあるが）の中にあってもドイツの政治の舞台で支配的な人物であり、プロイセンが西欧諸国のとった道へやはり踏み込むという、希望の象徴であった。彼は新しいドイツの自由主義の父祖であり、その『遺産』はドイツで政治運動の力が動き出そうとするたびに呼び起され、新たに出版された。しかし恐らく両者のうち、いずれにせよ『プロイセンの終わり』と題した本の背景において、より意義が深いのはマルヴィッツかも知れない。」
後の国王、フリードリヒ・ヴィルヘルム4世が晩年のマルヴィッツを激賞したこと自体が、1871年以降のドイツ帝国において営農貴族層が果たすことになる、将来的な役割を予見させるものであった。同帝国では1890年以降、貴族階級の利害関係から農業者同盟 (de:Bund der Landwirte) が結成されていた。1918年より後でも、生前のマルヴィッツが代表していた中部ドイツの貴族的土地所有者は、政治的な影響力を保持する。それは、特にパウル・フォン・ヒンデンブルク大統領が1932年と1933年、ノイデック (Ogrodzieniec, Warmian-Masurian Voivodeship) で緊急命令を発した時、顕著に表れた。
マルヴィッツは生前、新しいものに効果的に抗った。そうすることによって多くの点で、マントイフェル家、ハンマーシュタイン家やオルデンブルク＝ヤヌシャウ家といった「ユンカー」の責任でもある、プロイセンの伝統的な自由主義の、将来的な滅亡の予兆となったのである。

## 家族
ザクセン選帝侯領の大臣、ハインリヒ・フォン・ブリュール (Heinrich von Brühl) の孫娘、カロリーネ・フランツィスカ（1783年3月23日-1904年3月28日）との間に、一人の娘が生まれている。モルトケ (de:Moltke (Adelsgeschlecht)) 伯女シャルロッテと1809年に再婚するが、幸せな生活ではなかったらしい。それでも九人の子供を儲け、うち八人が産褥を脱した。彼の息子のうち、最も若いベルンハルト (de:Bernhard von der Marwitz) （1824年-1880年）はフリーダードルフの長子相続権者となり、次男はブランデンブルクの騎士学校 (Knight academy) の生徒となるも十五歳の時に没した。長男は子供の頃に亡くなっている。他には四人の娘が残った。長女のカロリーネ・フランツィスカ（1804年2月28日-1888年は1824年、騎兵大尉のアルベルト・フォン・アルンシュテット（1794年-1875年、アダム・フリードリヒ・フォン・アルンシュテット (de:Adam Friedrich von Arnstedt) 大佐の孫の一人。）と結婚した。

## 著作
- Aus dem Nachlasse Friedrich August Ludwig's von der Marwitz auf Friedersdorf, Königlich Preußischen General-Lieutenants a. D.. Mittler, Berlin 1852
  - Band 1: Lebensbeschreibung (Volltext)
- Ein märkischer Edelmann im Zeitalter der Befreiungskriege, Gesammelte Schriften, herausgegeben von Dr. Meusel, 1–3, Berlin 1908 bis 1913
- Nachrichten aus meinem Leben 1777–1808, herausgegeben von ギュンター・デ・ブリュン (Günter de Bruyn) ), Berlin 1989

## 文献
（ドイツ語版の記事に挙げられていたもので、翻訳者が項目の作成にあたり、閲覧したものではありません。）
- ペーター・ブラント (Peter Brandt)  u. a. (Hrsg.): Preußen, Versuch einer Bilanz. Rowohlt, Reinbek, 1981
  - 1. - Gottfried Korff: Ausstellungsführer, ISBN 3-499-34001-1
  - 2. - Manfred Schlenke: Preußen, Beiträge zu einer politischen Kultur, ISBN 3-499-34002-X
  - 3. - Peter Brandt: Preußen, zur Sozialgeschichte eines Staates, ISBN 3-499-34003-8
  - 4. - Hellmuth Kühn: Preußen, Preußen, Dein Spree-Athen, ISBN 3-499-34004-6
  - 5. - Axel Marquardt: Preußen im Film, ISBN 3-499-34005-4
- ギュンター・デ・ブリュン (Günter de Bruyn) : Jubelschreie, Trauergesänge. Deutsche Befindlichkeiten. Fischer, Frankfurt/M. 1994, ISBN 3-596-12154-X
- ギュンター・デ・ブリュン: Mein Brandenburg. Nicolai, Berlin 1997, ISBN 3-87584-649-4
- ギュンター・デ・ブリュン: Die Finckensteins. Eine Familie im Dienste Preußens. Siedler, München 2004, ISBN 3-88680-613-8 (enthält eine Reihe von Verweisen auf FAL und seinen Bruder Alexander)
- ゴードン・クレイグ: Das Ende Preußens. Acht Porträts. Beck, München 2001, 3-406-45964-1 (darin Kap. I „Scheitern der Reform: Stein und Marwitz“)
- テオドール・フォンターネ: Wanderungen durch die Mark Brandenburg. Phaidon-Verlag, Essen 2001, ISBN 3-88851-278-6
- Madelaine von Buttlar: 'Die politischen Vorstellungen des Friedrich August Ludwig von der Marwitz. Ein Beitrag zur Genesis und Gestalt konservativen Denkens in Preußen. Lang, Frankfurt/M. 1980, ISBN 3-8204-6441-7
- Walther von Diest: Geschichte der Familie von der Marwitz. Selbstverlag, Kolberg 1929.
- André Espiau de la Maïstre: Claudel et Bernhard von der Marwitz, in: Romanische Forschungen Bd. 75 (1964) Heft 3/4, S. 400f.
- カール・フェルトマイヤー (de:Karl Feldmeyer) : Schwierige Heimkehr. Neusiedler auf altem Boden. Siedler, Berlin 1997, ISBN 3-88680-615-4
- Olga Fienbork: Ein brennend und scheinend Licht. Vom Leben und Dienen der Adelheid von der Marwitz. Oranien-Verlag, Herborn 1962
- エーヴァルト・フリー (de:Ewald Frie) : Friedrich August Ludwig von der Marwitz. 1777-1837. Biografien eines Preußen. Schöningh, Paderborn 2001, ISBN 3-506-72730-3 (zugl. Habilitationsschrift Univ. Essen 2000)
- Georg F. Goltz: Geschichte des Königlich preußischen dritten Ulanen-Regimentes. Schubert, Fürstenwalde 1841
- Bernhard Gölz: Altständischer Konservatismus und preußische Reformen, Ludwig von der Marwitz, in: PVS 25 (1984), S. 359-377.
- ハーラルト・フォン・ケーニヒスヴァルト (de:Harald von Koenigswald) : Pflicht und Glaube. Bildnis eines preußischen Lebens. Hesse & Becker, Leipzig 1936
- クリスティアン・フォン・クロッコウ (Christian Graf von Krockow) : Porträts berühmter deutscher Männer. Von Martin Luther bis zur Gegenwart. List, München 2002, ISBN 3-471-79446-8, S. 147-188
- ゲオルク・ルートヴィヒ・ルドルフ・メルカー (Georg Maercker) : Die von der Marwitz im brandenburg-preußischen Heere. Mittler, Berlin 1891
- Ludwig von der Marwitz: Ein märkischer Edelmann im Zeitalter der Befreiungskriege. Mittler, Berlin
  - 1. - Lebensbeschreibung, 1908
  - 2. - Tagebücher, politische Schriften und Briefe, 1913
  - 3. - Politische Schriften und Briefe, 1913
- ハインリヒ・フォン・ミンニゲローデ (de:Heinrich von Minnigerode) : Ludwig von der Marwitz und die Wesenseinheit von Politik und Krieg. Stuttgart, Kohlhammer, 1941
- Hans-Günter v. Neree: Friedrich August Ludwig v. der Marwitz: Seine Vorfahren und seine Gesamtnachkommenschaft bis 1966, 1966
- ヴォルフガンク・ノイゲバウアー (de:Wolfgang Neugebauer) : Die Schulreform des Junkers Marwitz. Reformbestrebungen im  brandenburgisch-preußischen Landadel vor 1806, in: ペーター・アルブレヒト (de:Peter Albrecht) 著、 エルンスト・ヒンリヒス (de:Ernst Hinrichs)  （出版）: Das niedere Schulwesen im Übergang vom 18. zum 19. Jahrhundert. Niemeyer, Tübingen 1995, ISBN 3-484-17520-6
- Bernhard von Poten (1884). "Marwitz, Ludwig von der". Allgemeine Deutsche Biographie (ドイツ語). Vol. 20. Leipzig: Duncker & Humblot. pp. 530–531.
- クルト・フォン・プリースドルフ (de:Kurt von Priesdorff)  (Hrsg.): Soldatisches Führertum, Die preußischen Generale. Teil 7. Die preußischen Generale von 1813 bis 1820. Hanseatische VA, Hamburg 1937, S.  323, (Nr. 1335)
- ヘルマン・フォン・レーデルン (de:Hermann von Redern) : Zur Geschichte der Familie von der Marwitz. Regesten, Stammtafeln und andere Materialien. Heymann, Berlin 1879
- カール・フリードリヒ・シンケル(Hrsg.): 'Preußischer Adel. Aus den nachgelassenen Schriften Friedrich August Ludwigs von der Marwitz. Korn, Breslau 1932
- フリードリヒ・シュナップ (de:Friedrich Schnapp) : Der bindende rechtswidrige Befehl oder: Hat Johann Friedrich Adolph von der Marwitz sich rechtmäßig verhalten?, in: Klaus Anderbrügge u. a. (Hrsg.): Dienst an der Hochschule. Festschrift für Dieter Leuze zum 70. Geburtstag. Duncker & Humblot, Berlin 2003, ISBN 3-428-10695-4, S. 469-485
- ハンス＝ヨアヒム・シェープス (de:Hans-Joachim Schoeps) : Preußen. Geschichte eines Staates. Olms, Hildesheim 2001, ISBN 3-487-11421-6 (Repr. d. Ausg. Berlin 1968) 1997
- Joachim Siegert: Freiheit oder Bindung im Zeitalter der Reformen. Stein und Hardenberg – Marwitz und Adam Müller. Eine wirtschafts- und sozialwissenschaftliche Studie. Univ. Diss. München 1951
- ハインリヒ・フォン・トライチュケ: Deutsche Geschichte im 19. Jahrhundert. Phaidon-Verlag, Essen 1997, ISBN 3-88851-224-7
- Peter Wruck: Welches Preußen? Fontanes Auseinandersetzung mit seinem Liebling Friedrich August Ludwig von der Marwitz
- Gerd Zuchold: Schlösser und Herrenhäuser. Baugeschichte und Familienhistorie zu Theodor Fontanes „Wanderungen durch die Mark Brandenburg“. FO Edition, Berlin 1998, ISBN 3-930842-41-6

- Bericht des Majors v. d. Marwitz, Adjutanten des Generals d.Inf. Fürsten zu Hohenlohe-Ingelfingen an die Immediat-Untersuchungskommission. Geschichtliche Erzählung der vom 12. bis 14. Oktober 1806 bei Jena vorgefallenen Begebenheiten und der Schlacht vom 14. October, in: Großer Generalstab, Kriegsgeschichtliche Abt. II (Hrsg.): 1806. Das preußische Offizierkorps und die Untersuchung der Kriegsereignisse, 2. Aufl. Berlin, 1906, 151-181.
- Berlin-Brandenburgische Geschichtswerkstatt e.V. (Hrsg.): Adelige Rückkehrer im Land Brandenburg. Ihr heutiges Engagement und das Wirken ihrer Vorfahren 1806-2000. Metropol-Verlag, Berlin 2001, ISBN 3-932482-74-3